# 腋花勾儿茶
腋花勾儿茶（学名：Berchemia edgeworthii）为鼠李科勾儿茶属下的一个种。主要分布于中国西南部，尼泊尔及不丹也有分布。常见于亚高山灌丛或峭壁上，海拔2100-4500米。

## 特征
多分枝矮小灌木，高可达2米；小枝圆柱状，平滑无毛。
叶极小，纸质，卵形、矩圆形或近圆形，长410毫米，宽3-6毫米，顶端圆钝，有细尖头，基部圆形，上面绿色，下面浅绿色，无毛，侧脉每边4-5条；叶柄短，长1-2毫米，无毛；托叶狭披针形，与叶柄等长或稍长，宿存。
花小，白色，单生或2-3个簇生于叶腋，无毛，直径2.5-3毫米，花梗长2-4毫米；花芽卵圆形，顶端钝或锐尖；萼片卵状三角形；花瓣矩圆状匙形，顶端圆钝，与雄蕊等长。
核果圆柱形，长7-9毫米，直径3-4毫米，成熟时桔红色或紫红色，具甜味，基部有不显露的花盘和萼筒；果梗长2-4毫米，无毛。
花期7-10月，果期翌年4-7月。

## 扩展阅读
維基物種上的相關：腋花勾儿茶